# NGC 3785
NGC 3785 é uma galáxia lenticular (S0) localizada na direcção da constelação de Leo. Possui uma declinação de +26° 18' 10" e uma ascensão recta de 11 horas, 39 minutos e 32,9 segundos.
A galáxia NGC 3785 foi descoberta em 28 de Abril de 1881 por Édouard Jean-Marie Stephan.